# 2023年梅竹賽

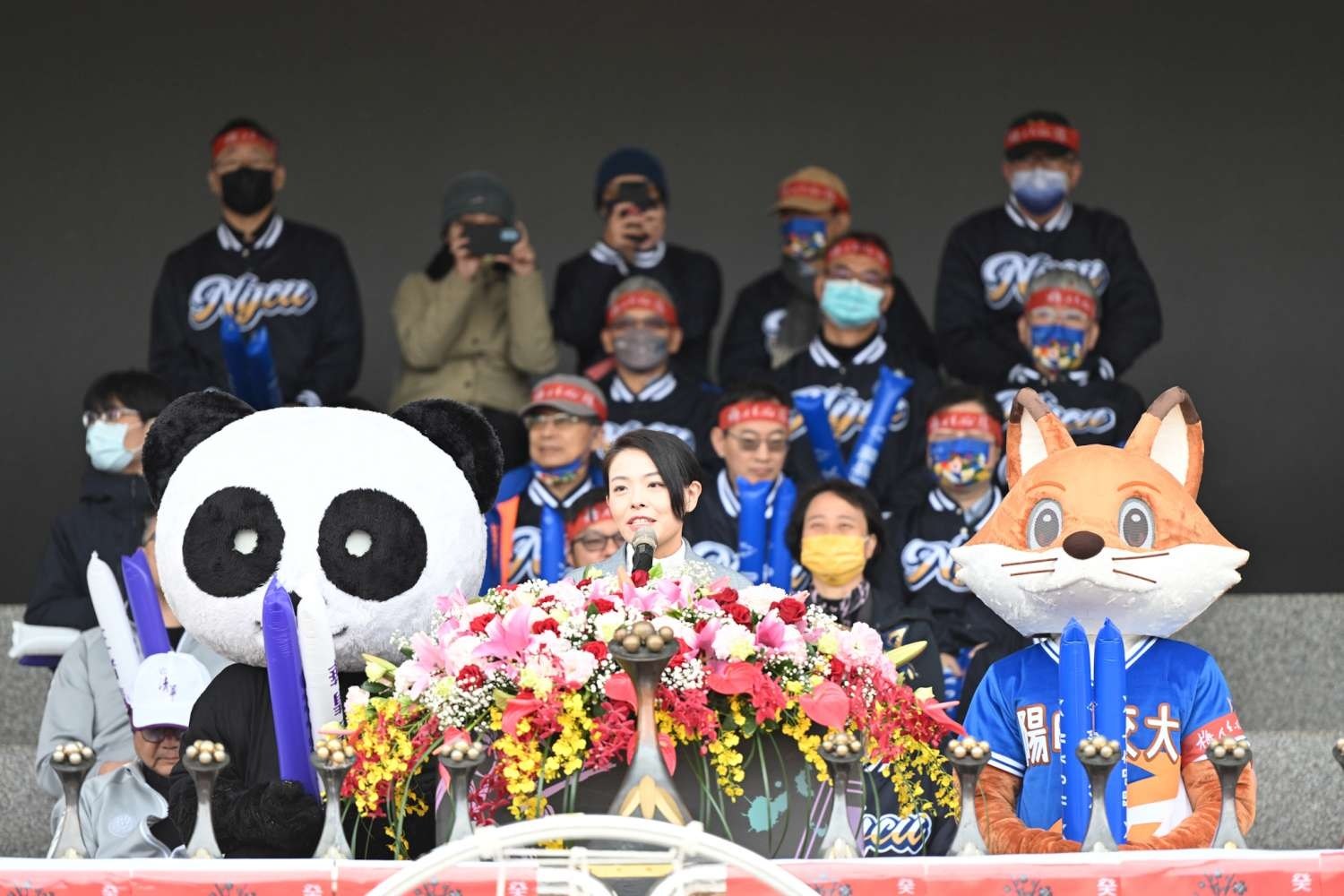
新竹市長高虹安致詞

民國112年（2023年）癸卯梅竹賽為第五十五屆國立清華大學與國立陽明交通大學之間的梅竹賽，於2023年2月24日至2月26日舉行。本屆賽事由國立陽明交通大學主辦，國立清華大學協辦，賽事口號為「癸利學子，馳騁賽場炫奇爭勝；卯盡才智，熊騰狐躍揮汗發奮」。
本屆賽事2月24日下午於國立陽明交通大學田徑場開幕，由陽明交大校長林奇宏、清大校長高為元敲鑼揭開序幕，並邀請新竹市長高虹安與會致詞。本屆賽事共有10項正式賽，另有8項不計點的表演賽。賽事結果，國立清華大學以7比3獲得本屆總錦標，連同前一年壬寅梅竹連續兩年獲得總錦標。2月25日清大在女籃及男籃賽均獲勝，清大啦啦隊隊員把高為元校長高舉剪下籃網。
此為清大校長高為元第一次參與梅竹賽，他表示之前就常聽畢業多年的校友提到梅竹賽是他們最難忘的校園回憶，這幾天親臨現場坐在第一排觀賽，令他非常感動與震撼，終於體會到什麼是梅竹精神！

## 賽事結果

### 正式賽
本屆正式賽比賽項目與前一年相同。陽明交大在桌球、羽球及橋藝3項目取得勝利；清大在象棋、網球、棒球、女籃、男籃、男排、女排等7項獲勝。
| 項目   | 比賽日期                     | 勝隊     | 備註                       |
| ------ | ---------------------------- | -------- | -------------------------- |
| 桌球   | 2023年2月24日                | 陽明交大 | 4：0，陽明交大獲勝         |
| 羽球   | 2023年2月24日                | 陽明交大 | 3：2，陽明交大獲勝         |
| 橋藝   | 2023年2月25日－2022年2月26日 | 陽明交大 | 62.13：17.87，陽明交大獲勝 |
| 象棋   | 2022年2月25日                | 清大     | 4：2，清大獲勝             |
| 網球   | 2023年2月25日                | 清大     | 3：2，清大獲勝             |
| 棒球   | 2023年2月25日                | 清大     | 20：10，清大獲勝           |
| 女籃   | 2023年2月25日                | 清大     | 55：50，清大獲勝           |
| 男籃   | 2023年2月25日                | 清大     | 67：62，清大獲勝           |
| 男排   | 2023年2月26日                | 清大     | 3：0，清大獲勝             |
| 女排   | 2023年2月26日                | 清大     | 3：0，清大獲勝             |
| 總錦標 |                              | 清大     | 7：3，清大取得總錦標       |

### 表演賽
本屆表演賽比賽項目較前一年多2個，增加撞球、女網。陽明交大在足球及射箭2項目取得勝利；清大在撞球、女桌、劍道、圍棋、女網、壘球等6項獲勝。
| 項目 | 比賽日期      | 勝隊     | 備註               |
| ---- | ------------- | -------- | ------------------ |
| 足球 | 2023年2月24日 | 陽明交大 | 5：2，陽明交大獲勝 |
| 撞球 | 2023年2月24日 | 清大     | 3：1，清大獲勝     |
| 女桌 | 2023年2月24日 | 清大     | 3：0，清大獲勝     |
| 劍道 | 2023年2月24日 | 清大     | 3：0，清大獲勝     |
| 圍棋 | 2023年2月25日 | 清大     | 7：4，清大獲勝     |
| 女網 | 2023年2月25日 | 清大     | 3：0，清大獲勝     |
| 射箭 | 2023年2月26日 | 陽明交大 | 4：1，陽明交大獲勝 |
| 壘球 | 2023年2月26日 | 清大     | 44：1，清大獲勝    |

## 外部連結
- 癸卯梅竹官方網站
- YouTube上的癸卯梅竹宣傳曲－從不後退
- 梅竹籌備委員會的Facebook專頁
- 梅竹籌備委員會的Instagram帳戶